# جوزيه كارتر
جوزيه كارتر (بالإنجليزية: Josiah Carter)‏ هو محامي وسياسي أمريكي، ولد في 19 يونيو 1813 في نيو كانان في الولايات المتحدة، وتوفي في 21 مارس 1868 في نوروولك في الولايات المتحدة. حزبياً، نشط في الحزب الجمهوري.